# Zyprian von Serntein

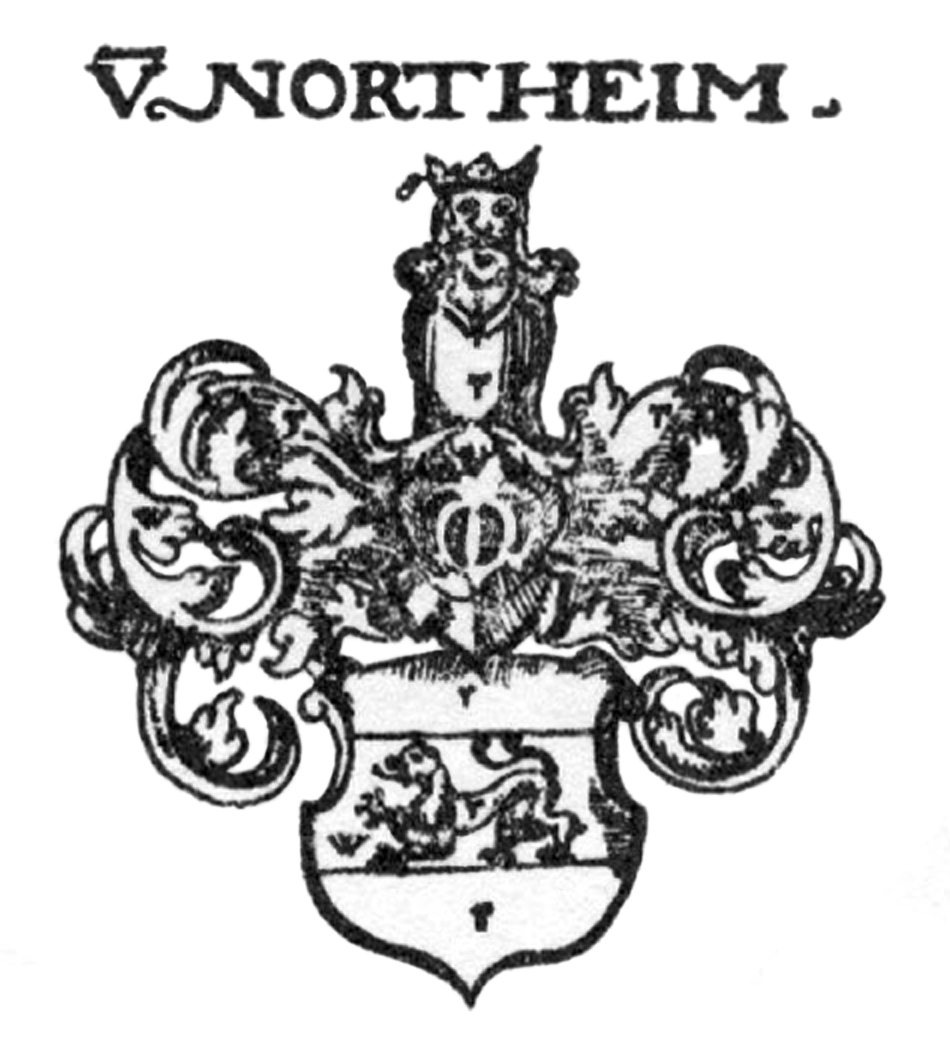
Wappen der Northeim

Zyprian von Serntein, eigentlich von Northeim (* um 1457; † 1524), war ab 1490 in wichtigen Positionen an der Hofkanzlei des deutschen Königs und späteren Kaisers Maximilians I. tätig.

## Biografie

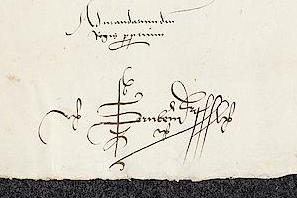
Signatur Sernteins, Innsbruck 24. Juli 1504, »Ad mandatum domini Regis proprium vidit Serntein«

Serntein (genannt Serenteiner) stammte aus Sarnthein in Südtirol bzw. aus dem wenige Kilometer nördlich gelegenen heutigen Nordheim. Zyprian war dank der dortigen Kirche St. Cyprian (von Antiochien) ein beliebter Vorname. Die Familie Von Nordheim, genannt Serenteiner war 1465 geadelt worden. Sein Vater Hans Northeim war Sekretär in der Verwaltung des österreichischen Erzherzogs Sigismund von Tirol (1439–1490), bevor dieser und Zyprian 1482 in die Kanzlei des Landesherrn wechselten. Seit 1490 war Serntein in Diensten des römisch-deutschen Königs Maximilian I. (1486/93–1519), ab 1492 an dessen Hof. Dort nahm er im Umfeld der ambulanten Herrschaftsausübung des Königs als „Vermittler“ (sollicitator) zwischen Herrscher und Behörden eine zentrale Stellung ein und war seit 1496 Protonotar und kaiserlicher Rat, seit 1509 Kanzler. Die königliche Hofratsordnung von 1498 stärkte Sernteins Stellung in beiden „Regierungsgremien“ Hofrat und Hofkanzlei.
Serntein war in Kanzlei und Hofrat zuständig für politische und rechtliche Angelegenheiten, u. a. für die Urkundenausstellung und den Kontakt mit den Behörden der österreichischen Erbländer Maximilians. In der letzteren Eigenschaft erhielt Serntein 1501 das Amt des tirolischen Kanzlers von seinem Vorgänger Konrad Stürtzel von Buchheim, worin er sich aber vertreten ließ.
Serntein blieb auch nach dem Tod Maximilians (1519) in österreichischen Diensten. 1520 stand er dem erbländischen Landtag vor, 1521 wurde sein Wappen gebessert, 1524 starb Serntein.